# Palaver

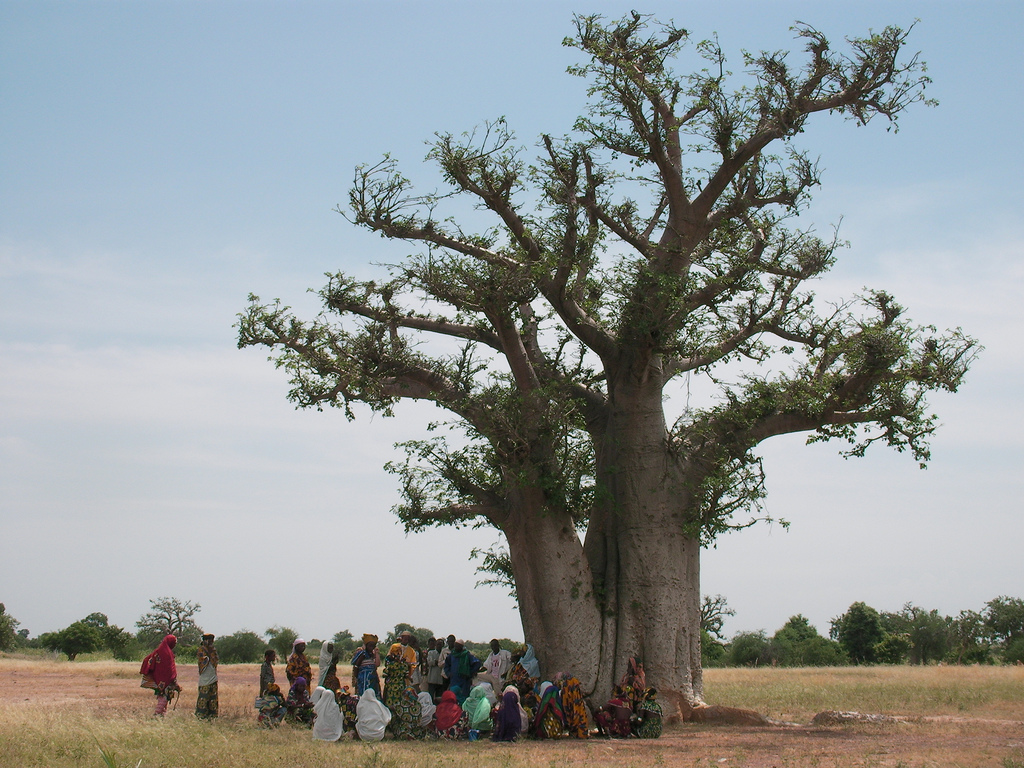
Een palaver van vrouwen, betreffende de verdeling van geiten.

De palaver is een gebruik in traditionalistische Afrikaanse samenlevingen waarbij de gemeenschap zich verzamelt voor discussies, het vertellen van verhalen, het oplossen van problemen, en feestgelegenheden. Dit gebeurt meestal in de beschutting van de zogenaamde palaverboom, vaak een baobab, de functie waarvan vergelijkbaar is met die van een stadsplein, zocalo of agora. De palaverboom en daarmee geassocieerde palavertraditie zijn inherent aan met name de Franstalig Afrikaanse cultuur.
Het Nederlandse begrip 'palaver', in de betekenis van (langdurig) gepraat,  stamt vermoedelijk via een vroege West-Afrikaanse pidgintaal af van het Portugese palavra (‘woord, boodschap’), welke op haar beurt ontleend is aan het Latijnse parabola (‘vergelijking, betoog’).

## Beschrijving

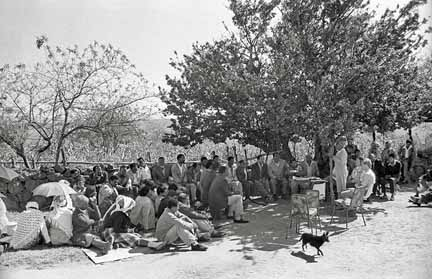
Gemeenschapsbijeenkomst over het behoud van land in Driefontein, Mpumalaga, Zuid-Afrika, 1984.

De palaver is een bijeenkomst waar vrijelijk wordt gedebatteerd over een breed scala van onderwerpen en waar belangrijke besluiten worden genomen die de gemeenschap aangaan. Het kan gaan om beraadslaging over een huwelijk of een weduwschap, beslechting van een geschil, of rechtspraak, maar het principe blijft hetzelfde: ongeacht het niveau (familie, dorp, regio), het doel is conflicten op te lossen. De deelnemers hebben allen spreekrecht en kunnen hun klachten en eisen, alsmede die van hun groep, in het openbaar kenbaar maken.

## Geschiedenis

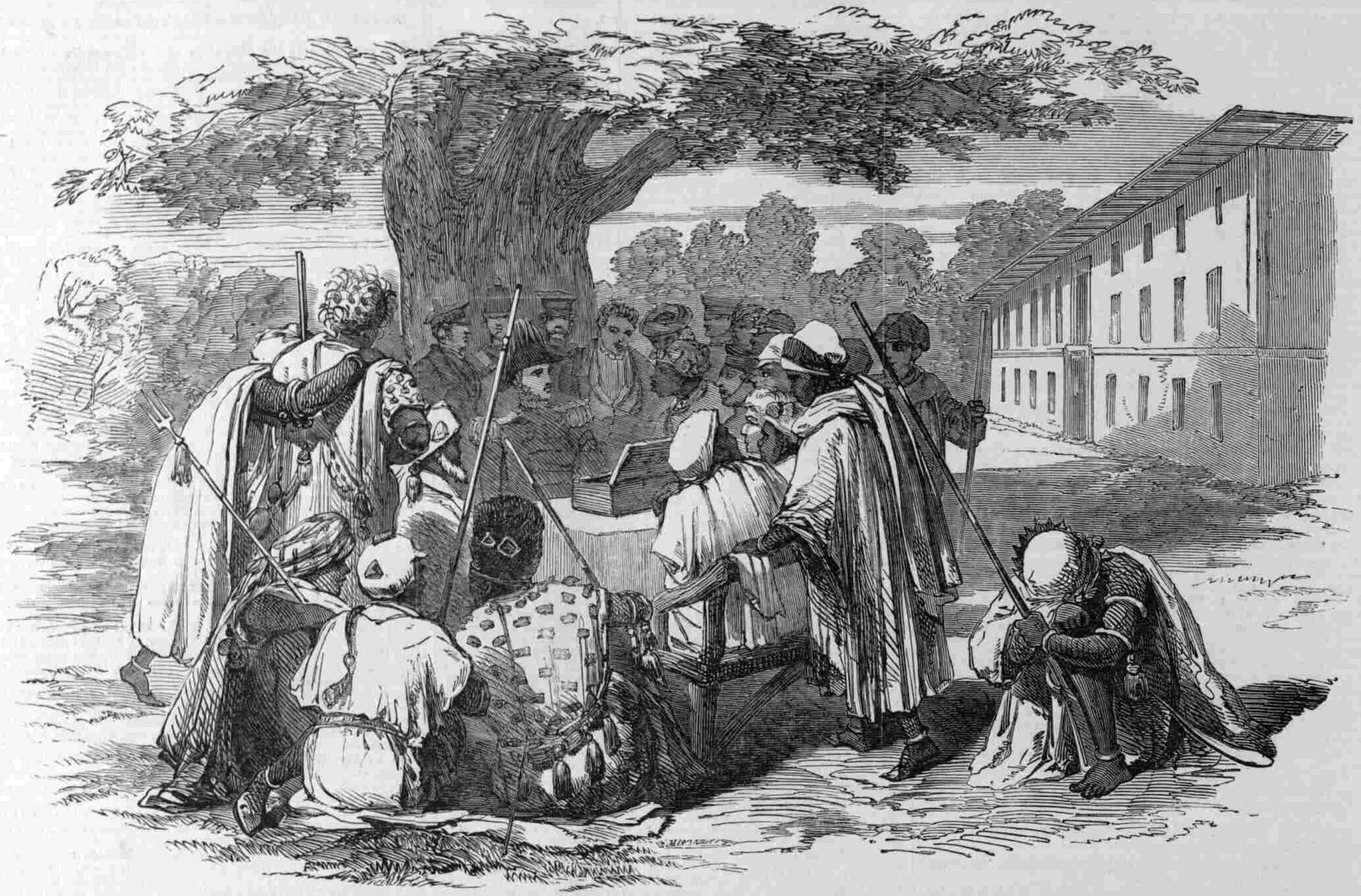
Palaver tussen de regent van Gambia en de koning van Combo, 1851.

Palaver was een sociopolitiek systeem in pre-koloniaal Afrika, dat heden bijna uitsluitend in ruraal Afrika terug te vinden is. Ondanks zijn grote democratische potentie kwam het sinds de kolonisatie op politiek niveau onder druk en werd het grotendeels vervangen door een equivalent van het westerse parlement.

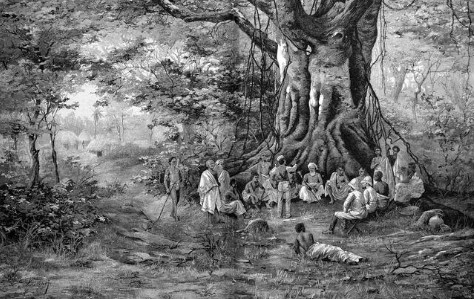
Palaverplein in Togo, rond 1888.

Volgens de Kameroense filosoof Jean-Godefroy Bidima bleef dat systeem na de onafhankelijkheid van de Afrikaanse landen grotendeels gehandhaafd omdat de leiders het palaver als deel van een verouderde sociale orde beschouwden: Afrikaanse leiders zouden het gepalaver verachten. Aan het eind van de twintigste eeuw kende alleen Mali een politiek systeem waarin de palaver is geïntegreerd.
In ruraal Afrika heeft men echter grote moeite met het exotische systeem dat door de kolonisten was geïntroduceerd en dat niet past in hun historische gewoontes en gebruiken. Daar wordt nog altijd naar het palaversysteem teruggegrepen in plaats van te vertrouwen op het recht dat overigens slechts in de grote steden te vinden is. De  palaver is dan ook nog altijd een van de democratische instellingen van traditionele Afrikaanse samenlevingen. Volgens Afrikaanse intellectuelen zou dit systeem gebruikt kunnen worden bij de modernisering van deze samenlevingen.

## Palaver in de moderne cultuur
Ondanks dat de palaver vrijwel geheel uit het Afrikaanse politieke systeem is verdwenen, maakt het nog altijd deel uit van de Afrikaanse cultuur. In modern Afrikaanse kunst en cultuur is de palaver een veelvuldig terugkerend motief, zoals bijvoorbeeld in de architectuur van Francis Kéré. Ook in Afrikaans literatuur, met name in de Ségou epos van Maryse Condé komt de palaverboom nadrukkelijk voor.